# Farrukhabad
Farrukhabad ist eine Stadt im gleichnamigen Distrikt im nordindischen Bundesstaat Uttar Pradesh.
Farrukhabad liegt in der nordindischen Ebene 130 km nordwestlich von Kanpur am rechten Flussufer des Ganges. Östlich grenzt an Farrukhabad die Garnisonsstadt Fatehgarh.
Farrukhabad ist über Hauptstraßen mit den umliegenden Städten Mainpuri, Kannauj und Shahjahanpur verbunden. Nach Mainpuri und nach Kasganj führt von Farrukhabad eine Bahnstrecke.
Farrukhabad besitzt als Stadt den Status eines Nagar Palika Parishad. Sie ist in 37 Wards gegliedert. Beim Zensus 2011 hatte Farrukhabad 276.581 Einwohner.